# Eudesminsäure
Eudesminsäure (3,4,5-Trimethoxybenzoesäure) ist eine organisch-chemische Verbindung mit der Summenformel C10H12O5. Es ist ein Derivat der Benzoesäure mit drei Methoxysubstituenten.

## Vorkommen

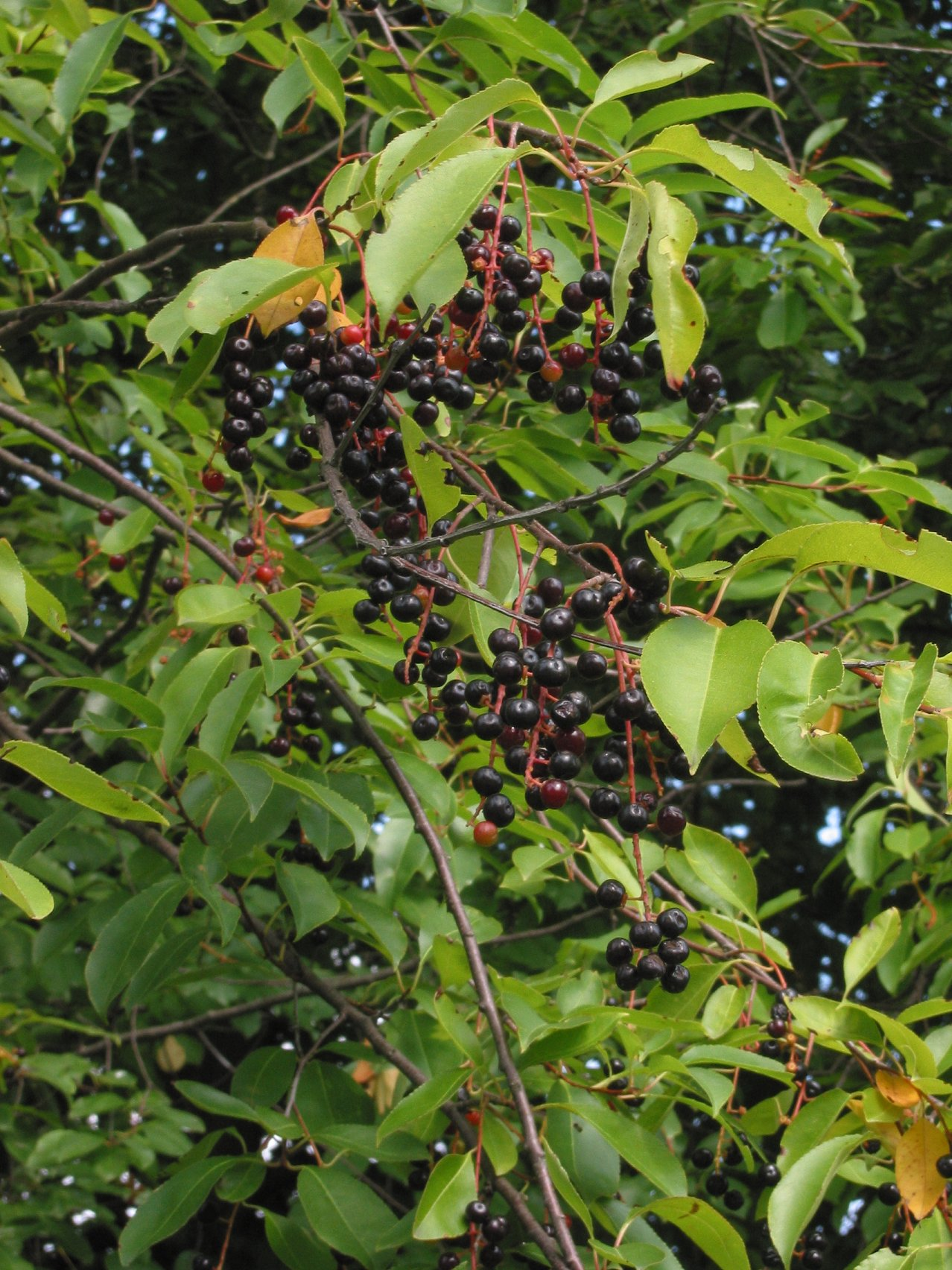
Spätblühende Traubenkirsche (Prunus serotina)

Eudesminsäure kommt natürlich in der Rinde der Spätblühende Traubenkirsche, der Virginischen Traubenkirsche Südseemyrte, Oliven, Indische Schlangenwurzel, Tabebuia impetiginosa, und Eukalyptusöl vor.

## Eigenschaften
Eudesminsäure ist ein brennbarer beiger Feststoff, der schwer löslich in Wasser ist.